# Amorim Vieira
Amorim Aiver Vieira (* 3. März 1974 in Pairara, Portugiesisch-Timor) war ein Kandidat der Präsidentschaftswahlen in Osttimor 2017.

## Werdegang
Nach seinem ersten Studium erhielt Vieira, während der indonesischen Besatzung, zusammen mit sechs Freunden 1996 politisches Asyl in Portugal. Drei Monate später zog Vieira aber 1997 nach Großbritannien und engagierte sich dort in der osttimoresischen Unabhängigkeitsbewegung. 1999 zog er nach Schottland. Im Juli 1999 absolvierte Vieira im deutschen Wustrow ein Training für das Unabhängigkeitsreferendum in Osttimor am 30. August, kehrte aber dann nach Schottland zurück. In Kirkcaldy ging er auf die St. Andrews High School (Worthing) und ab 2001 studierte Vieira nach eigenen Angaben an der Edinburgh Napier University und machte 2005 hier einen Abschluss. In East Kilbride war Vieira für die Scottish National Party aktiv.
2005 kehrte Vieira nach Osttimor zurück und arbeitete für die Vereinten Nationen. Von 2012 bis Anfang 2016 arbeitete er als politischer und konsularischer Assistent in der Botschaft der Vereinigten Staaten in Osttimor.
Am 25. Januar 2017 reichte Vieira seine Kandidatur als unabhängiger Präsidentschaftskandidat beim Tribunal de Recurso de Timor-Leste ein. Bei der Abstimmung am 20. März erhielt Vieira nur 0,83 % der Stimmen.